# Novara
Novara es una ciudad italiana de la provincia de Novara, en la región del Piamonte. Cuenta con una población de 101 609 habitantes.

## Ubicación
Limita con Caltignaga, Cameri, Casalino, Galliate, Garbagna Novarese, Granozzo con Monticello, Nibbiola, Romentino, San Pietro Mosezzo, Trecate.

## Historia
Novara formaba parte del Ducado de Milán cuando el 10 de abril de 1500, las tropas del Reino de Francia tomaron la ciudad (batalla de Novara), siendo ocupada hasta que en 1513 tuvo lugar una nueva batalla de Novara, en la cual la Liga Santa derrotó a los franceses y les obliga a evacuar Italia.
En 1535 la ciudad pasó a manos españolas, junto el resto del ducado. En 1706 cayó en poder del Sacro Imperio Romano Germánico y en 1734 fue tomada por el Reino de Cerdeña.

## Demografía
La comuna tiene una población de 101 609 habitantes. Se extiende por un área de 103 km², teniendo una densidad poblacional de 990 hab/km².
| Gráfica de evolución demográfica de Novara entre 1861 y 2001 |
|                                                              |
| Fuente ISTAT - elaboración gráfica de Wikipedia              |

## Patrimonio
- Basílica de San Gaudencio

## Deportes
El Novara Calcio, club de fútbol de la ciudad, compite actualmente en la Serie C, la tercera categoría del fútbol nacional. Su estadio es el Silvio Piola cuya capacidad es de 17 875 espectadores.

## Ciudades hermanadas
- Coblenza (Alemania)
- Chalon-sur-Saône (Francia)
- Haskovo (Bulgaria)
- Novara di Sicilia (Italia)

## Clima
| Parámetros climáticos promedio de Novara (normales 1971–2000, extremos 1960–presente) | Parámetros climáticos promedio de Novara (normales 1971–2000, extremos 1960–presente) | Parámetros climáticos promedio de Novara (normales 1971–2000, extremos 1960–presente) | Parámetros climáticos promedio de Novara (normales 1971–2000, extremos 1960–presente) | Parámetros climáticos promedio de Novara (normales 1971–2000, extremos 1960–presente) | Parámetros climáticos promedio de Novara (normales 1971–2000, extremos 1960–presente) | Parámetros climáticos promedio de Novara (normales 1971–2000, extremos 1960–presente) | Parámetros climáticos promedio de Novara (normales 1971–2000, extremos 1960–presente) | Parámetros climáticos promedio de Novara (normales 1971–2000, extremos 1960–presente) | Parámetros climáticos promedio de Novara (normales 1971–2000, extremos 1960–presente) | Parámetros climáticos promedio de Novara (normales 1971–2000, extremos 1960–presente) | Parámetros climáticos promedio de Novara (normales 1971–2000, extremos 1960–presente) | Parámetros climáticos promedio de Novara (normales 1971–2000, extremos 1960–presente) | Parámetros climáticos promedio de Novara (normales 1971–2000, extremos 1960–presente) |
| Mes                                                                                   | Ene.                                                                                  | Feb.                                                                                  | Mar.                                                                                  | Abr.                                                                                  | May.                                                                                  | Jun.                                                                                  | Jul.                                                                                  | Ago.                                                                                  | Sep.                                                                                  | Oct.                                                                                  | Nov.                                                                                  | Dic.                                                                                  | Anual                                                                                 |
| ------------------------------------------------------------------------------------- | ------------------------------------------------------------------------------------- | ------------------------------------------------------------------------------------- | ------------------------------------------------------------------------------------- | ------------------------------------------------------------------------------------- | ------------------------------------------------------------------------------------- | ------------------------------------------------------------------------------------- | ------------------------------------------------------------------------------------- | ------------------------------------------------------------------------------------- | ------------------------------------------------------------------------------------- | ------------------------------------------------------------------------------------- | ------------------------------------------------------------------------------------- | ------------------------------------------------------------------------------------- | ------------------------------------------------------------------------------------- |
| Temp. máx. abs. (°C)                                                                  | 19.4                                                                                  | 24.0                                                                                  | 27.6                                                                                  | 32.0                                                                                  | 33.0                                                                                  | 36.4                                                                                  | 36.0                                                                                  | 36.6                                                                                  | 33.2                                                                                  | 30.2                                                                                  | 21.4                                                                                  | 20.3                                                                                  | 36.6                                                                                  |
| Temp. máx. media (°C)                                                                 | 5.7                                                                                   | 8.3                                                                                   | 13.2                                                                                  | 17.0                                                                                  | 21.4                                                                                  | 25.5                                                                                  | 28.3                                                                                  | 27.9                                                                                  | 23.7                                                                                  | 17.5                                                                                  | 10.8                                                                                  | 6.6                                                                                   | 17.2                                                                                  |
| Temp. media (°C)                                                                      | 1.4                                                                                   | 3.4                                                                                   | 7.3                                                                                   | 11.1                                                                                  | 15.7                                                                                  | 19.4                                                                                  | 22.1                                                                                  | 21.8                                                                                  | 17.8                                                                                  | 12.0                                                                                  | 6.2                                                                                   | 2.5                                                                                   | 11.7                                                                                  |
| Temp. mín. media (°C)                                                                 | -2.9                                                                                  | -1.5                                                                                  | 1.4                                                                                   | 5.1                                                                                   | 10.0                                                                                  | 13.4                                                                                  | 15.8                                                                                  | 15.7                                                                                  | 11.9                                                                                  | 6.6                                                                                   | 1.6                                                                                   | -1.7                                                                                  | 6.3                                                                                   |
| Temp. mín. abs. (°C)                                                                  | -19.4                                                                                 | -15.2                                                                                 | -11.1                                                                                 | -5.0                                                                                  | -1.8                                                                                  | 3.2                                                                                   | 6.6                                                                                   | 4.5                                                                                   | 1.6                                                                                   | -5.0                                                                                  | -10.0                                                                                 | -13.8                                                                                 | -19.4                                                                                 |
| Precipitación total (mm)                                                              | 69.5                                                                                  | 66.1                                                                                  | 87.4                                                                                  | 93.3                                                                                  | 125.0                                                                                 | 84.5                                                                                  | 56.3                                                                                  | 82.5                                                                                  | 97.1                                                                                  | 119.2                                                                                 | 101.7                                                                                 | 54.7                                                                                  | 1037.3                                                                                |
| Días de precipitaciones (≥ 1.0 mm)                                                    | 6.3                                                                                   | 4.9                                                                                   | 6.0                                                                                   | 8.5                                                                                   | 9.3                                                                                   | 7.4                                                                                   | 5.2                                                                                   | 6.6                                                                                   | 6.3                                                                                   | 6.9                                                                                   | 6.7                                                                                   | 5.8                                                                                   | 79.9                                                                                  |
| Humedad relativa (%)                                                                  | 83                                                                                    | 80                                                                                    | 73                                                                                    | 76                                                                                    | 75                                                                                    | 74                                                                                    | 75                                                                                    | 75                                                                                    | 76                                                                                    | 81                                                                                    | 84                                                                                    | 84                                                                                    | 78                                                                                    |
| Fuente: Servizio Meteorologico (humedad 1961–1990)                                    |                                                                                       |                                                                                       |                                                                                       |                                                                                       |                                                                                       |                                                                                       |                                                                                       |                                                                                       |                                                                                       |                                                                                       |                                                                                       |                                                                                       |                                                                                       |